# Nick Martínez
Nicholas Martínez (né le 5 août 1990 à Miami, Floride, États-Unis) est un lanceur droitier des Ligues majeures de baseball jouant avec les Reds de Cincinnati.

## Carrière
Joueur des Rams de l'Université Fordham à New York, Nick Martínez est repêché en 18e ronde par les Rangers du Texas en 2011. Il fait ses débuts dans le baseball majeur le 5 avril 2014 comme lanceur partant pour Texas contre les Rays de Tampa Bay. Il quitte la match après 6 bonnes manches lancées et avec son club aux commandes 4-3, mais les releveurs qui lui succèdent gâchent l'avance et le privent de sa première victoire. Il obtient cette première victoire le 24 mai suivant face aux Tigers de Détroit mais ce sera l'une des rares de cette difficile saison des Rangers : Martínez termine l'année avec 5 gains et 12 défaites, une moyenne de points mérités de 4,55 en 140 manches et un tiers lancées, et 77 retraits sur des prises. Sur 29 matchs joués, il débute 24 parties des Rangers.
En 2015, sa fiche est de 7 victoires et 7 défaites en 21 départs et 3 présences en relève. Il abaisse sa moyenne de points mérités à 3,96 en 125 manches lancées, retire 77 adversaires sur des prises mais mène les majeures avec 13 frappeurs atteints.